# Orchestre national de France
L'Orchestre national de France (lett. "Orchestra nazionale di Francia") è un'orchestra sinfonica appartenente a Radio France. È nota anche come Orchestre National de la Radiodiffusion Française e Orchestre National de l'ORTF (Office de Radiodiffusion Télévision Française).

## Storia
Dal 1944, l'orchestra ha sede al Théâtre des Champs-Élysées a Parigi, dove occasionalmente suona anche per qualche rappresentazione di opere liriche. Alcuni concerti vengono tenuti anche all'Olivier Messiaen Auditorium nella Maison de la Radio, sede di Radio France, che registra e trasmette tutti i suoi concerti. Nel 1954, l'orchestra, diretta da Hermann Scherchen, diede la prima esecuzione di Desert di Edgard Varèse. Nel corso degli anni cinquanta, registrò numerose opere del compositore brasiliano Heitor Villa-Lobos sotto la direzione dello stesso, per l'etichetta discografica EMI.
Daniele Gatti è stato direttore musicale della ONF. Il suo predecessore, Kurt Masur, era stato nominato direttore onorario della formazione.

## I direttori
- 1934-1944 Désiré-Emile Inghelbrecht
- 1944-1947 Manuel Rosenthal
- 1947-1951 Roger Désormière
- 1951-1960 André Cluytens
- 1960-1967 Maurice Le Roux
- 1962-1968 Charles Münch
- 1968-1973 Jean Martinon
- 1973-1975 Sergiu Celibidache (Direttore ospite principale)

- 1977-1991 Lorin Maazel
- 1989-1998 Jeffrey Tate (Direttore ospite principale)
- 1991-2001 Charles Dutoit
- 2002-2008 Kurt Masur
- 2008-2016 Daniele Gatti
- 2017-2020 Emmanuel Krivine
- 2020-.... Cristian Măcelaru